# Carlos Alberto Joaquin Plagemann
Carlos Alberto Joaquin Plagemann (* 18. Oktober 1858 in Valparaíso; † 1908 in Hamburg) war ein deutsch-chilenischer Mineraloge. 
Plagemanns Vater war Gründer und Besitzer der ersten chilenischen Bierbrauerei in Valparaíso. 1868 kam er nach Hamburg, wo er das Johanneum besuchte. Danach studierte er Mineralogie und Bergbau an der Philipps-Universität Marburg sowie an der Bergakademie Freiberg und schloss sein Studium mit einer Promotion ab. Danach kehrte er nach Chile zurück. Zwischen 1886 und 1888 unternahm er mehrere geowissenschaftliche Expeditionen in die Atacama-Wüste und übersiedelte 1889 nach Hamburg.
Plagemann befasste sich vor allem mit den Salpetervorkommen in Chile.
Seine Sammlung vor allem chilenischer Minerale kam 1911 durch seine Schwester an das Mineralogische Museum der Universität Hamburg.
Am 12. Juni 1883 wurde er Mitglied der Leopoldina in der Sektion für Mineralogie und Geologie.

## Schriften
- Zusammenstellung der im deutschen und chilenischen Bergbau gebräuchlichsten synonymen bergmännischen Ausdrücke, Valdivia 1887
- Geologisches über Salpeterbildung vom Standpunkte der Gährungschemie. Kommissionsverlag von Gustav W. Seitz Nachf. Besthorn Gebr., Hamburg 1896 Digitalisat